# Élections législatives de 1988 dans l'Aisne
Les élections législatives françaises de 1988 se déroulent les 5 et 12 juin 1988. Dans le département de l'Aisne, cinq députés sont à élire dans le cadre de cinq circonscriptions.

## Élus
| Circonscription | Député sortant        | Parti                 | Parti                 | Député élu            | Parti | Parti     |
| --------------- | --------------------- | --------------------- | --------------------- | --------------------- | ----- | --------- |
| 1re             | Scrutin proportionnel | Scrutin proportionnel | Scrutin proportionnel | René Dosière          |       | PS        |
| 2e              | Scrutin proportionnel | Scrutin proportionnel | Scrutin proportionnel | Daniel Le Meur        |       | PCF       |
| 3e              | Scrutin proportionnel | Scrutin proportionnel | Scrutin proportionnel | Jean-Pierre Balligand |       | PS        |
| 4e              | Scrutin proportionnel | Scrutin proportionnel | Scrutin proportionnel | Bernard Lefranc       |       | PS        |
| 5e              | Scrutin proportionnel | Scrutin proportionnel | Scrutin proportionnel | André Rossi           |       | UDF (Rad) |

## Rappel des résultats départementaux des élections de 1986
| Tête de liste Étiquette politique (partis et alliances) | Tête de liste Étiquette politique (partis et alliances)                  | Tour unique | Tour unique | Sièges |  |
| Tête de liste Étiquette politique (partis et alliances) | Tête de liste Étiquette politique (partis et alliances)                  | Voix        | %           | Sièges |  |
| ------------------------------------------------------- | ------------------------------------------------------------------------ | ----------- | ----------- | ------ |  |
|                                                         | André Rossi Union pour la démocratie française (RPR)                     | 108 246     | 39,13       | 2      |  |
|                                                         | Jean-Pierre Balligand Parti socialiste                                   | 95 236      | 34,42       | 2      |  |
|                                                         | Daniel Le Meur Parti communiste français                                 | 43 308      | 15,65       | 1      |  |
|                                                         | Hubert Potel Front national                                              | 25 404      | 9,18        | 0      |  |
|                                                         | Michel Aurigny Extrême gauche (Mouvement pour un parti des travailleurs) | 4 457       | 1,61        | 0      |  |
|                                                         | Daniel Lipka Divers droite                                               | 0           | 0           | 0      |  |
|                                                         |                                                                          |             |             |        |  |
| Inscrits                                                | Inscrits                                                                 | 364 737     | 100,00      | 5      |  |
| Abstentions                                             | Abstentions                                                              | 72 548      | 19,89       |        |  |
| Votants                                                 | Votants                                                                  | 292 189     | 80,11       |        |  |
| Blancs et nuls                                          | Blancs et nuls                                                           | 15 538      | 5,32        |        |  |
| Exprimés                                                | Exprimés                                                                 | 276 651     | 94,68       |        |  |

## Positionnement des partis
L'UDF et le RPR se présentent unis sous l'étiquette « Union du Rassemblement et du Centre » tandis que les candidats du Parti socialiste se rangent sous la bannière de la « Majorité présidentielle pour la France unie », slogan de la campagne présidentielle de François Mitterrand.

## Résultats

### Analyse

#### Premier tour

Résultats électoraux de la droite parlementaire au premier tour par canton.
Résultats électoraux de la gauche parlementaire au premier tour par canton.

Amplifiant la tendance nationale, la gauche l'emporte nettement au premier tour dans le département. Elle recueille la majorité absolue des suffrages dans les quatre circonscriptions du nord de l'Aisne, y compris dans la première circonscription où le maire socialiste de Laon, René Dosière, arrive en tête devant le député RPR sortant Jean-Claude Lamant. En comptant sur de bons reports de voix entre ses candidats, la gauche peut donc espérer remporter ces quatre circonscriptions, voire réaliser un grand chelem au cas où certains électeurs FN se reporteraient sur le candidat PS dans la cinquième circonscription.
Ce succès profite essentiellement au Parti socialiste dont les candidats se qualifient au second tour dans quatre circonscriptions et arrivent en tête dans trois d'entre elles. A Vervins, Jean-Pierre Balligand manque même, à 50 voix près, la victoire dès le premier tour.
En revanche, les résultats sont plus contrastés pour le Parti communiste. Si Daniel Le Meur arrive en tête à Saint-Quentin, l'ancien député Roland Renard n'arrive qu'en troisième position dans la quatrième circonscription et doit se désister en faveur du candidat socialiste Bernard Lefranc. Globalement, le PCF se redresse quelque peu par rapport à 1986 mais son score reste six points en deçà de son résultat de 1981 et dix points en deçà de son record de 1978.
A droite, le FN maintient son score de 1986 mais échoue à se qualifier au second tour dans l'une des circonscriptions. Les candidats RPR-UDF doivent compter sur un bon report de voix des électeurs FN pour conquérir la cinquième voire la première circonscriptions.

#### Second tour
Au second tour, la gauche confirme sa domination sur le département mais échoue, contrairement à 1981, à réaliser un grand chelem. En effet, à Château-Thierry, l'ancien ministre André Rossi l'emporte par 42 voix d'avance sur le socialiste Dominique Jourdain, profitant d'un regain de participation et du report de voix de certains électeurs frontistes.
Dans les autres circonscriptions, les candidats de gauche l'emportent nettement. René Dosière obtient ainsi 3 000 suffrages de plus que Jean-Claude Lamant tandis que Jean-Pierre Balligand et Bertrand Lefranc sont triomphalement réélus avec environ 64% des voix. Enfin, Daniel Le Meur confirme son ancrage à Saint-Quentin en obtenant 59% des suffrages face au candidat UDF.

### Résultats à l'échelle du département
| Parti          | Parti                               | Premier tour | Premier tour | Second tour | Second tour | Sièges |
| Parti          | Parti                               | Voix         | %            | Voix        | %           | Sièges |
| -------------- | ----------------------------------- | ------------ | ------------ | ----------- | ----------- | ------ |
|                | Parti socialiste                    | 96 438       | 39,42        | 120 382     | 46,43       | 3      |
|                | La France unie                      | 96 438       | 39,42        | 120 382     | 46,43       | 3      |
|                |                                     |              |              |             |             |        |
|                | Union pour la démocratie française  | 46 727       | 19,10        | 66 099      | 25,49       | 1      |
|                | Rassemblement pour la République    | 30 680       | 12,54        | 42 390      | 16,35       | 0      |
|                | Divers droite                       | 4 085        | 1,67         |             |             | 0      |
|                | Union du Rassemblement et du Centre | 81 492       | 33,31        | 108 489     | 41,84       | 1      |
|                |                                     |              |              |             |             |        |
|                | Parti communiste français           | 44 471       | 18,18        | 30 431      | 11,74       | 1      |
|                | Front national                      | 22 246       | 9,09         |             |             | 0      |
|                |                                     |              |              |             |             |        |
| Inscrits       | Inscrits                            | 365 420      | 100,00       | 365 276     | 100,00      | 5      |
| Abstentions    | Abstentions                         | 115 337      | 31,56        | 97 967      | 26,82       |        |
| Votants        | Votants                             | 250 083      | 68,44        | 267 309     | 73,18       |        |
| Blancs et nuls | Blancs et nuls                      | 5 436        | 2,17         | 8 007       | 3,00        |        |
| Exprimés       | Exprimés                            | 244 647      | 97,83        | 259 302     | 97,00       |        |

### Cartes

Nuance politique des candidats arrivés en tête dans chaque canton au 1er tour dans le département de l'Aisne.
Nuance politique des candidats arrivés en tête dans chaque circonscription au 1er tour dans l'Aisne avec celle des candidats se maintenant au second tour.
Nuance politique des députés élus dans chaque circonscription au 2e tour dans l'Aisne.

### Résultats par circonscription

#### Première circonscription (Laon)
| Candidat       | Candidat                   | Parti          | Premier tour | Premier tour | Second tour | Second tour |  |
| Candidat       | Candidat                   | Parti          | Voix         | %            | Voix        | %           |  |
| -------------- | -------------------------- | -------------- | ------------ | ------------ | ----------- | ----------- |  |
|                | René Dosière élu           | PS             | 18 963       | 40,53        | 27 134      | 52,78       |  |
|                | Jean-Claude Lamant sortant | RPR (URC)      | 18 849       | 40,28        | 24 279      | 47,22       |  |
|                | Guy Moreau                 | PCF            | 5 491        | 11,74        |             |             |  |
|                | Robert Ruscica             | FN             | 3 487        | 7,45         |             |             |  |
|                |                            |                |              |              |             |             |  |
| Inscrits       | Inscrits                   | Inscrits       | 69 567       | 100,00       | 69 458      | 100,00      |  |
| Abstentions    | Abstentions                | Abstentions    | 21 780       | 31,31        | 16 904      | 24,34       |  |
| Votants        | Votants                    | Votants        | 47 787       | 68,69        | 52 554      | 75,66       |  |
| Blancs et nuls | Blancs et nuls             | Blancs et nuls | 997          | 2,09         | 1 141       | 2,17        |  |
| Exprimés       | Exprimés                   | Exprimés       | 46 790       | 97,91        | 51 413      | 97,83       |  |

#### Deuxième circonscription (Saint-Quentin)
| Candidat       | Candidat                     | Parti          | Premier tour | Premier tour | Second tour | Second tour |  |
| Candidat       | Candidat                     | Parti          | Voix         | %            | Voix        | %           |  |
| -------------- | ---------------------------- | -------------- | ------------ | ------------ | ----------- | ----------- |  |
|                | Daniel Le Meur sortant réélu | PCF            | 15 570       | 31,45        | 30 431      | 58,76       |  |
|                | Pierre Guidoni               | PS             | 13 658       | 27,59        | Retrait     | Retrait     |  |
|                | Antoine Pagni                | UDF (PR) (URC) | 11 496       | 23,22        | 21 362      | 41,24       |  |
|                | François Picquet             | FN             | 4 691        | 9,48         |             |             |  |
|                | Christian Choain             | Divers droite  | 4 085        | 8,25         |             |             |  |
|                |                              |                |              |              |             |             |  |
| Inscrits       | Inscrits                     | Inscrits       | 73 768       | 100,00       | 73 759      | 100,00      |  |
| Abstentions    | Abstentions                  | Abstentions    | 23 139       | 31,37        | 19 567      | 26,53       |  |
| Votants        | Votants                      | Votants        | 50 629       | 68,63        | 54 192      | 73,47       |  |
| Blancs et nuls | Blancs et nuls               | Blancs et nuls | 1 129        | 2,23         | 2 399       | 4,43        |  |
| Exprimés       | Exprimés                     | Exprimés       | 49 500       | 97,77        | 51 793      | 95,57       |  |

#### Troisième circonscription (Hirson)
| Candidat       | Candidat                            | Parti           | Premier tour | Premier tour | Second tour | Second tour |  |
| Candidat       | Candidat                            | Parti           | Voix         | %            | Voix        | %           |  |
| -------------- | ----------------------------------- | --------------- | ------------ | ------------ | ----------- | ----------- |  |
|                | Jean-Pierre Balligand sortant réélu | PS              | 26 186       | 49,81        | 35 010      | 64,56       |  |
|                | Jacques Boury                       | UDF (PSD) (URC) | 13 949       | 26,53        | 19 216      | 35,44       |  |
|                | Yvan Rojo                           | PCF             | 7 540        | 14,34        |             |             |  |
|                | René Goarin                         | FN              | 4 895        | 9,31         |             |             |  |
|                |                                     |                 |              |              |             |             |  |
| Inscrits       | Inscrits                            | Inscrits        | 75 671       | 100,00       | 75 653      | 100,00      |  |
| Abstentions    | Abstentions                         | Abstentions     | 21 577       | 28,51        | 19 410      | 25,66       |  |
| Votants        | Votants                             | Votants         | 54 094       | 71,49        | 56 243      | 74,34       |  |
| Blancs et nuls | Blancs et nuls                      | Blancs et nuls  | 1 524        | 2,82         | 2 017       | 3,59        |  |
| Exprimés       | Exprimés                            | Exprimés        | 52 570       | 97,18        | 54 226      | 96,41       |  |

#### Quatrième circonscription (Soissons)
| Candidat       | Candidat            | Parti          | Premier tour | Premier tour | Second tour | Second tour |  |
| Candidat       | Candidat            | Parti          | Voix         | %            | Voix        | %           |  |
| -------------- | ------------------- | -------------- | ------------ | ------------ | ----------- | ----------- |  |
|                | Bernard Lefranc élu | PS             | 21 602       | 44,47        | 32 759      | 64,40       |  |
|                | Jacques de Brosses  | RPR (URC)      | 11 831       | 24,36        | 18 111      | 35,60       |  |
|                | Roland Renard       | PCF            | 10 120       | 20,83        | Retrait     | Retrait     |  |
|                | Pierre Bleuze       | FN             | 5 023        | 10,34        |             |             |  |
|                |                     |                |              |              |             |             |  |
| Inscrits       | Inscrits            | Inscrits       | 76 201       | 100,00       | 76 197      | 100,00      |  |
| Abstentions    | Abstentions         | Abstentions    | 26 534       | 34,82        | 23 761      | 31,18       |  |
| Votants        | Votants             | Votants        | 49 667       | 65,18        | 52 436      | 68,82       |  |
| Blancs et nuls | Blancs et nuls      | Blancs et nuls | 1 091        | 2,2          | 1 566       | 2,99        |  |
| Exprimés       | Exprimés            | Exprimés       | 48 576       | 97,8         | 50 870      | 97,01       |  |

#### Cinquième circonscription (Château-Thierry)
| Candidat       | Candidat           | Parti           | Premier tour | Premier tour | Second tour | Second tour |  |
| Candidat       | Candidat           | Parti           | Voix         | %            | Voix        | %           |  |
| -------------- | ------------------ | --------------- | ------------ | ------------ | ----------- | ----------- |  |
|                | André Rossi élu    | UDF (Rad) (URC) | 21 282       | 45,08        | 25 521      | 50,04       |  |
|                | Dominique Jourdain | PS              | 16 029       | 33,95        | 25 479      | 49,96       |  |
|                | Marcel Rousseau    | PCF             | 5 750        | 12,18        |             |             |  |
|                | Hubert Potel       | FN              | 4 150        | 8,79         |             |             |  |
|                |                    |                 |              |              |             |             |  |
| Inscrits       | Inscrits           | Inscrits        | 70 213       | 100,00       | 70 209      | 100,00      |  |
| Abstentions    | Abstentions        | Abstentions     | 22 307       | 31,77        | 18 325      | 26,1        |  |
| Votants        | Votants            | Votants         | 47 906       | 68,23        | 51 884      | 73,9        |  |
| Blancs et nuls | Blancs et nuls     | Blancs et nuls  | 695          | 1,45         | 884         | 1,7         |  |
| Exprimés       | Exprimés           | Exprimés        | 47 211       | 98,55        | 51 000      | 98,3        |  |